# N 19 (Ukraine)
Die N 19 (kyrillisch Н 19) ist eine ukrainische Fernstraße „nationaler Bedeutung“. Sie führt von Jalta nach Sewastopol.